# Sphagnum lindbergii
Sphagnum lindbergii là một loài rêu trong họ Sphagnaceae. Loài này được Schimp. mô tả khoa học đầu tiên năm 1857.